# Bootzheim
Bootzheim (in alsaziano Boose) è un comune francese di 763 abitanti situato nel dipartimento del Basso Reno nella regione del Grand Est.

## Società

### Evoluzione demografica
Abitanti censiti